# Сухореченский (Ростовская область)
Сухореченский — посёлок в Матвеево-Курганском районе Ростовской области.
Входит в состав Матвеево-Курганского сельского поселения.

## География

### Улицы
| - ул. Зелёная, - ул. Интернациональная, - ул. Миусская, - ул. Новая, - ул. Парковая, - ул. Пришкольная, | - ул. Садовая, - ул. Специалистов, - ул. Центральная, - ул. Школьная, - пер. Береговой, - пер. Северный. |

## История
В 1987 году указом ПВС РСФСР поселку подсобного хозяйства «Красный котельщик» присвоено наименование Сухореченский.

## Население
| 2010 | 2014 |
| ---- | ---- |
| 394  | ↗396 |